# Намбу Тип 4
Намбу Тип 4 (яп. ナンブ・タイプ4) — японский пистолет калибр 8 × 22 мм Намбу. Тип 4 был первоначально разработан капитаном Кидзиро Намбу в 1902 году, и на него оказали влияние немецкие пистолеты того периода, такие как Люгер и Маузер С96. Первый самозарядный пистолет местного производства в Японии. Первые модели были известны как Тип А, или «дедушка Намбу»

## Критика
Ранняя критика этой конструкции вскоре возникла у офицеров, которые считали, что пистолет был слишком большим и неудобным, поэтому была выпущена меньшая, более компактная модель, известная как модифицированный Тип А, или «папа Намбу».

## Другое
В 1909 году Намбу показал миниатюрную модель Type B или как его называют «Малыш Намбу». В 1925 году Нагойский Арсенал разработал меньшую, более дешёвую и простую версию Тип 4 под названием Намбу тип 14, которая стала стандартным служебным пистолетом Императорской японской армии. В результате Тип А устарел. Tokio Gasu Denky продолжал выпускать пистолет до 1930 года. Производство данной модели прекращено в 1931 году.